# Sclerodermus domesticus

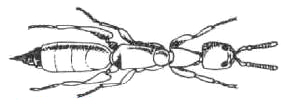
Il·lustració

Sclerodermus domesticus, conegut vulgarment com a amic dels antiquaris, és una espècie de petit himenòpter de la família dels betílids. que s'alimenta principalment de larves de corcs, especialment d'Anobium punctatum.

## Descripció
El mascle és alat i manca d'agulló, i es veu rarament; la femella pot mesurar de 2 a 5 mil·límetres de llarg, té agulló però no pas ales, és de color marró-negre i semblant a una formiga.

## Història natural
És una espècie predadora que es nodreix principalment de les larves de corc Anobium punctatum, per bé que tampoc menysprea les d'altres coleòpters, com Stegobium paniceum, Lasioderma serricorne, Hylotrupes bajulus i Nicobium castaneum, o fins i tot lepidòpters.
La femella s'introdueix en els forats excavats per les seves preses, que paralitza amb les picades del seu agulló, i diposita els seus ous: una vegada que surten de l'ou, aquests s'alimenten de la víctima. L'agulló, com en els altres membres dels Aculeata, és a la part posterior de l'abdomen i és un ovipositor modificat, connectat amb una glàndula de verí.

## Interacció amb l'espècie humana
Aquest insecte es nodreix de larves d'altres insectes tradicionalment reconeguts com a nocius per l'home, en particular el que devora la fusta, característica per la qual a vegades s'esmenta com a ‘amic dels antiquaris’.
Malgrat això, ocasionalment, pot picar les persones, de dia o de nit. La picada és molt dolorosa, i a part de la pàpula pot causar malestar general, febre, diarrea, dermatitis o reaccions al·lèrgiques. Un sol exemplar pot infligir nombroses picades, i els seus efectes poden durar fins a dues setmanes. Fins i tot els professionals sanitaris poden confondre aquestes lesions amb les provocades per Pyemotes ventricosus (una espècie d'àcar d'hàbits semblants), o per altres insectes, de manera que moltes persones arriben a conviure durant anys amb Sclerodermus sense saber exactament la causa dels seus mals i postergant-ne d'aquesta manera la guarició, la qual cosa pot ocasionar fins i tot danys psicològics en forma de crisi d'ansietat a causa de les picades.
A més dels referits danys a la salut, cal tenir en compte els danys econòmics que causa Sclerodermus domesticus pel cost de la desinsectació, que tan és possible erradicant al mateix temps els corcs de les quals s'alimenta.

## Distribució i hàbitat
Sclerodermus domesticus és una espècie cosmopolita, encara que prefereix els climes temperats. Hi ha registres de la seva presència a Espanya, Itàlia, França, Alemanya, les Illes Britàniques, l'antiga Iugoslàvia, Pròxim Orient, Estats Units i Costa Rica.
N'hi ha principalment dins de les cases, en els ambients freqüentats per les seves preses, com els mobles de fusta antics; a l'exterior poden ser en troncs i soques velles.